# Claire Feuerstein
Claire Feuerstein (ur. 28 lutego 1986 w Grenoble) – francuska tenisistka.

## Kariera tenisowa
Pierwszy zawodowy mecz w karierze rozegrała w lipcu 2002 roku na turnieju ITF w Contamines-Montjoie. Wystąpiła tam z dziką kartą w kwalifikacjach, gdzie wygrała pierwsza rundę ale przegrała drugą z Albertą Brianti. Po raz pierwszy w turnieju głównym zagrała w 2003 roku w Gardone Val Trompia, gdzie jako kwalifikantka zagrała w pierwszej rundzie fazy głównej. Udział swój zakończyła po pierwszym meczu, przegrywając w nim z Chorwatką Mateą Mežak. Lepiej powiodło jej się w roku następnym w Westende, w Belgii, gdzie wygrała pierwsze dwa mecze w fazie głównej turnieju. Pierwszy turniej wygrała w 2007 roku w Bath, gdzie w finale pokonała Czeszkę Kateřinę Vaňkovą. W sumie wygrała jedenaście turniejów w grze pojedynczej i dwa w grze podwójnej rangi ITF.
W 2007 roku zagrała po raz pierwszy w rozgrywkach WTA, biorąc udział (z dziką kartą) w kwalifikacjach do wielkoszlemowego French Open. Nie był to jednak udany start, ponieważ przegrała już w pierwszym meczu z Jorgeliną Cravero. Dwa lata później organizatorzy przyznali jej dzika kartę bezpośrednio do turnieju głównego French Open, ale już w pierwszej rundzie trafiła na Swietłanę Kuzniecową, jak się potem okazało triumfatorkę turnieju, i przegrała 1:6, 4:6. W 2010 roku ponownie zagrała w pierwszej rundzie tego samego turnieju, ale też odpadła w pierwszej rundzie, tym razem przegrywając z Yvonne Meusburger. Brała też udział w kwalifikacjach do pozostałych trzech turniejów wielkoszlemowych ale bez powodzenia.
Najwyższy ranking w karierze osiągnęła w czerwcu 2014 roku i było to miejsce 111.

## Finały turniejów WTA
| Legenda                     | Legenda |
| --------------------------- | ------- |
| Wielki Szlem                |         |
| Igrzyska olimpijskie        |         |
| WTA Tour Championships      |         |
| 2009 – 2020                 |         |
| WTA Premier Mandatory       |         |
| WTA Premier 5               |         |
| WTA Premier                 |         |
| WTA International Series    |         |
| WTA 125K series (2012–2020) |         |

### Gra podwójna 1 (0-1)
| Końcowy wynik | Nr | Data         | Turniej   | Nawierzchnia | Partnerka        | Przeciwniczki                  | Wynik finału |
| ------------- | -- | ------------ | --------- | ------------ | ---------------- | ------------------------------ | ------------ |
| Finalistka    | 1. | 23 maja 2009 | Strasburg | Ceglana      | Stéphanie Foretz | Nathalie Dechy Mara Santangelo | 0:6, 1:6     |

## Wygrane turnieje rangi ITF
| turnieje z pulą nagród 100 000 $ |
| turnieje z pulą nagród 75 000 $  |
| turnieje z pulą nagród 50 000 $  |
| turnieje z pulą nagród 25 000 $  |
| turnieje z pulą nagród 15 000 $  |
| turnieje z pulą nagród 10 000 $  |

### Gra pojedyncza
|     | Data       | Turniej             | Kat. | ($)    | Naw.   | Finalistka        | Wynik         |
| 1.  | 08/04/2007 | Bath                | ITF  | 10 000 | twarda | Kateřina Vaňková  | 6:3, 6:3      |
| 2.  | 15/04/2007 | Torhout             | ITF  | 10 000 | twarda | Yanina Wickmayer  | 6:4, 6:4      |
| 3.  | 27/01/2008 | Grenoble            | ITF  | 10 000 | twarda | Anne-Laure Heitz  | 6:3, 4:6, 6:4 |
| 4.  | 11/10/2009 | Limoges             | ITF  | 25 000 | twarda | Anaïs Laurendon   | 6:0, 5:7, 6:3 |
| 5.  | 06/12/2009 | Przerów             | ITF  | 25 000 | twarda | Ksienija Łykina   | 6:7, 6:3, 6:4 |
| 6.  | 24/07/2011 | Contamines-Montjoie | ITF  | 25 000 | twarda | Anaïs Laurendon   | 7:6, 2:6, 7:6 |
| 7.  | 23/10/2011 | Glasgow             | ITF  | 25 000 | twarda | Yvonne Meusburger | 6:3, 6:1      |
| 8.  | 21/10/2012 | Limoges             | ITF  | 50 000 | twarda | Maryna Zanewśka   | 7:5, 6:3      |
| 9.  | 08/09/2013 | Mestre              | ITF  | 50 000 | ziemna | Nastja Kolar      | 6:1, 7:6(2)   |
| 10. | 30/03/2014 | Croissy-Beaubourg   | ITF  | 50 000 | twarda | Renata Voráčová   | 6:2, 4:6, 6:4 |
| 11. | 06/03/2016 | Mâcon               | ITF  | 10 000 | twarda | Wiesna Dołonc     | 6:2, 4:6, 6:4 |